# Cantharellus subdenticulatus
Cantharellus subdenticulatus é uma espécie de fungo pertencente à família Cantharellaceae.